# Schlüsselfeld
Schlüsselfeld – miasto w Niemczech, w kraju związkowym Bawaria, w rejencji Górna Frankonia, w regionie Oberfranken-West, w powiecie Bamberg. Leży ok. 25 km na południowy zachód od Bamberga, nad rzeką Reiche Ebrach, przy autostradzie A3 i linii kolejowej Bamberg – Strullendorf - Schlüsselfeld.

## Dzielnice
W skład miasta wchodzą następujące dzielnice: 
| - Aschbach - Attelsdorf - Bernroth - Debersdorf - Eckersbach bei Schlüsselfeld - Elsendorf bei Schlüsselfeld - Fallmeisterei - Güntersdorf bei Schlüsselfeld - Heuchelheim bei Schlüsselfeld - Hohn am Berg - Hopfenmühle | - Lach - Obermelsendorf - Possenfelden - Rambach bei Schlüsselfeld - Reichmannsdorf bei Bamberg - Schlüsselfeld - Thüngbach - Thüngfeld - Untermelsendorf - Wüstenbuch - Ziegelsambach |

## Demografia
| Rok  | Liczba mieszk. |
| 1970 | 4780           |
| 1987 | 5034           |
| 2000 | 5711           |
| 2006 | 5824.          |

## Religie
4262 mieszkańców miasta deklaruje katolicyzm, 1.217 ewangelicyzm a pozostali (588) wyznają inne religie.

## Zabytki i atrakcje
- Stary Ratusz
- Nowy Ratusz
- miejski kościół parafialny
- mury miejskie
- barokowy pałac w dzielnicy Aschbach
- ewangelicki kościół pw. Wniebowstąpienia NMP (Mariä-Himmelfahrt)
- zamek w dzielnicy Reichmannsdorf